# Железкин, Станислав Фёдорович
Станислав Фёдорович Железкин (13 августа 1952, Михайловка — 17 сентября 2017, Мытищи) — советский и российский актёр-кукловод, режиссёр и педагог, народный артист России (2008).

## Биография
Родился 13 августа 1952 года в городе Михайловка Сталинградской области (сейчас Волгоградская область). Окончил отделение «режиссёр театрального коллектива» Волгоградского училища культуры. Работал актёром в театрах кукол Волгограда, Краснодара, Тюмени, Ярославля.
В 1991 году закончил Ярославский театральный институт (педагог Е. Ю. Гимельфарб).
В 1992 году стал организатором и художественным руководителем Мытищинского городского муниципального театра кукол «Огниво» (Мытищи, Московская область), в котором работал до конца жизни.
В 1994—1998 годах был художественным руководителем заочного курса Екатеринбургского театрального института, выпустил два международных актёрско-режиссёрских курса в Ярославском театральном институте; в 1998—2004 годах проводил мастер-класс в Париже.
За почти 50 лет работы в театрах создал более 200 ролей, осуществил более 70 постановок в республиканских и областных театрах кукол: Мордовии, Татарстана, Чувашии, Южно-Сахалинска, Тюмени, Ульяновска, Тамбова, Кургана, Краснодара, Ярославля, Волгограда. .
Вёл активную общественную работу. Как президент Российской ассоциации «Театр кукол — XXI век» являлся организатором Международного фестиваля «Чаепитие в Мытищах». Был членом международного совета деятелей театров кукол УНИМА, членом президиума ЦДРИ, председателем Ассоциации муниципальных театров Московской области. Работал депутатом городского поселения Мытищи (2005), депутатом Мытищинского района (2008).
Умер 17 сентября 2017 года. Похоронен на Волковском кладбище.

### Семья
- Жена — актриса Наталья Алексеевна Котлярова (род. 1953), заслуженная артистка России, актриса театра кукол «Огниво».

## Награды и премии
- Заслуженный артист РСФСР (03.06.1983).
- Народный артист России (24.05.2008).
- Благодарность Министра культуры и массовых коммуникаций Российской Федерации (21.12.2004) — за сохранение и приумножение лучших традиций отечественной культуры и в связи с 75-летием Центрального Дома работников искусств[3].
- Лауреат премии комсомола Тюменской области (1982).
- Почётный гражданин Мытищинского района (18.08.2005).
- Лауреат Международной продюсерской премии КУКАРТ «За создание первой в России уникальной инфраструктуры театра кукол» (2005).
- Дипломант национальной театральной премии России «Золотая маска» в номинации «Лучшая актёрская работа в театре кукол» (1997, 2009).
- Лауреат международных фестивалей: Литва (1994); Чехия (1996, 1999); Франция (1996); Румыния (1996); Молдова (2005); Украина (2010).
- Благодарность Министра культуры Российской Федерации.
- Лауреат премии губернатора Московской области за 2011 год в номинации «За достижения в области культуры и искусства».
- Знаки Губернатора Московской области «Благодарю» и «За труды и усердие».
- Знаки «Отличник шефства над вооруженными силами СССР», «Отличник шефства над селом», «Ветеран труда».

## Работы в театре
- «Три мушкетёра» Т. Когана — Арамис, Рошфор, Бонасье, Бэкингем
- «Макбет» Шекспира — Банко
- «Забыть Герострата!» Г. И. Горина — Герострат
- «До третьих петухов» В. М. Шукшина — Иван
- «Шерлок Холмс» К. Даль — Шерлок Холмс

## Фильмография
- 1970 — Музыкальный магазин (анимационный, озвучивание)